# Navia Nguyễn
Navia Nguyễn (1973 - ) là một diễn viên kiêm người mẫu Hoa Kỳ gốc Việt, năm 1996, cô được tạp chí People bình chọn vào danh sách 50 người đẹp nhất.

## Tiểu sử
Navia Nguyễn sinh tại Phú Quốc, Việt Nam cộng hòa, và lớn lên tại New York. Cô rời đến Luân Đôn để học tại trường St. Martin's College of Art. Cô được các thợ ảnh phát hiện tài năng khi đang đi mua sắm tại Camden Town.

## Sự nghiệp
Navia bắt đầu làm người mẫu và xuất hiện trên tạp chí Pirelli Calendar năm 1996 và Sports Illustrated Swimsuit Issue năm 1997; cô là người mẫu Châu Á đầu tiên xuất hiện trong bộ ảnh lịch của Pirelli (Italy).
Năm 1996, cô được tạp chí People chọn vào top 50 người đẹp nhất, cô từng tham gia làm mẫu cho một số hãng và nhà thiết kế thời trang như Chanel, Karl Lagerfeld, John Galliano, Fendi, Christian Dior, GAP và Tommy Hilfiger.
Năm 2002, cô tham gia bộ phim Người Mĩ trầm lặng, trước đó cô từng tham gia đóng phim với vai phụ trong điện ảnh Hồi ức của một geisha và Hitch, vai Tatiana trong tập thí điểm của Sex and the City.
Năm 2009, Navia giải nghệ và thành lập trung tẩm làm đẹp AMO Beauty Spa tại Bali.